# Jandarmeria
Jandarmeria (după franceză gendarmerie) este un corp militar însărcinat cu sarcini de poliție pentru protecția populației civile. Membrii acestui organism se numesc jandarmi. În trecut se mai foloseau și termenii următori: în engleză marshal, iar în franceză maréchaussée, dar astăzi nu mai este uzuală folosirea lor, păstrându-se doar în denumiri consacrate cum ar fi de exemplu în engleză Royal Marechaussee sau în neerlandeză Koninklijke Marechaussee.